# Sphaeronella frontinalis
Sphaeronella frontinalis är en kräftdjursart som beskrevs av Hansen 1897. Sphaeronella frontinalis ingår i släktet Sphaeronella, och familjen Nicothoidae. Arten är reproducerande i Sverige.